# Friedenstunnel

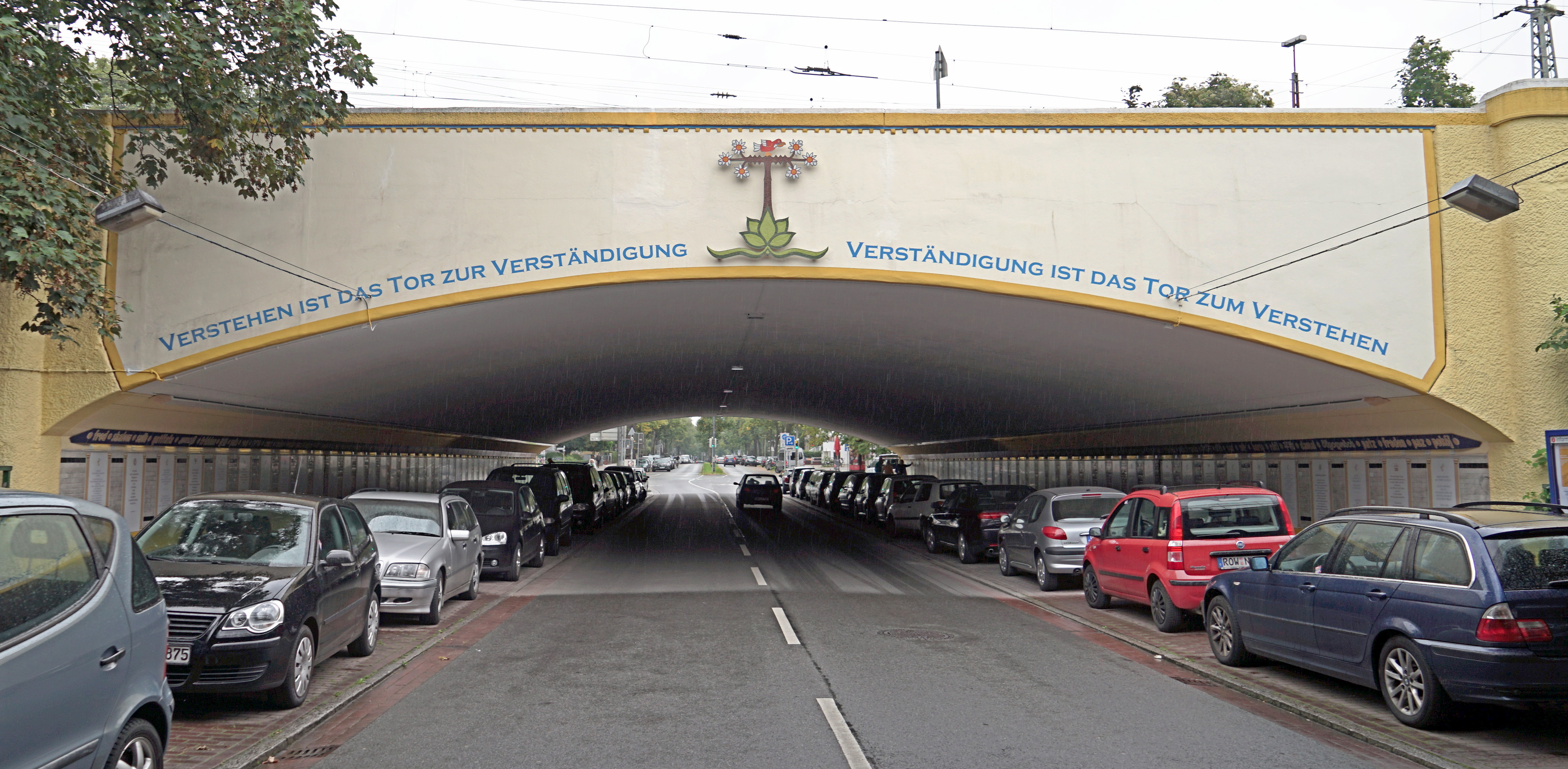
Einfahrt in den Tunnel aus Richtung Rembertistraße

Der Friedenstunnel, vormals Rembertitunnel, ist eine Eisenbahnunterführung in Bremen zwischen den Stadtteilen Mitte und Schwachhausen. Der Tunnel unterquert die Bahnstrecken Wanne-Eickel–Hamburg und Wunstorf–Bremen. Er verbindet die nördliche Parkallee mit der südlichen Rembertistraße.

## Geschichte

### Rembertitunnel
1847 wurde die Eisenbahnstrecke vom früheren Hannoverschen Bahnhof (1847–um 1889) in Bremen nach Wunstorf bei Hannover vollendet. 1874 folgte die Bahnstrecke Wanne-Eickel–Hamburg. 1891 war die Inbetriebnahme des Bremer Hauptbahnhofs als Centralbahnhof. 1891 beschloss die Bremische Bürgerschaft die Bebauung der Parkallee. Der Tunnel wurde um diese Zeit angelegt, um die Verbindung zur Altstadt über die Rembertistraße zu erreichen. Danach wurde der Tunnel gleichzeitig mit der Verbreiterung der Bahnstrecke erweitert. Der 50 Meter lange und 20 Meter breite Tunnel wird derzeit (2015) täglich von 7000 Radfahrern genutzt. Eigentümerin des Tunnels ist die Deutsche Bahn.
Straße und Tunnel wurden nach dem Erzbischof von Bremen Rembert (Rimbert, 830–888) benannt.

### Friedenstunnel
Die freischaffende Grafikdesignerin und Dozentin Regina Heygster initiierte die Interessengemeinschaft Tunnel-Projekt. Daraus entstand 2003 der Verein Bremen setzt ein Zeichen der Verbindung zwischen den Religionsgemeinschaften, 2011 umbenannt in Friedenstunnel – Bremen setzt ein Zeichen. Die Mosaikkunst am Tunnel stammt von der Künstlerin. Als Reaktion auf die Terroranschläge am 11. September 2001 wandte sich Heygster an verschiedene Religionsgemeinschaften in Bremen sowie an die DB Netz AG und den Senat der Freien Hansestadt Bremen, um gemeinsam ein öffentliches Zeichen des Friedens zu setzen. Der viel befahrene Rembertitunnel sollte dazu als Raum dienen. Ein Modell konnte 2002 präsentiert werden. 2002/03 begann die Visualisierung der Projektidee. 

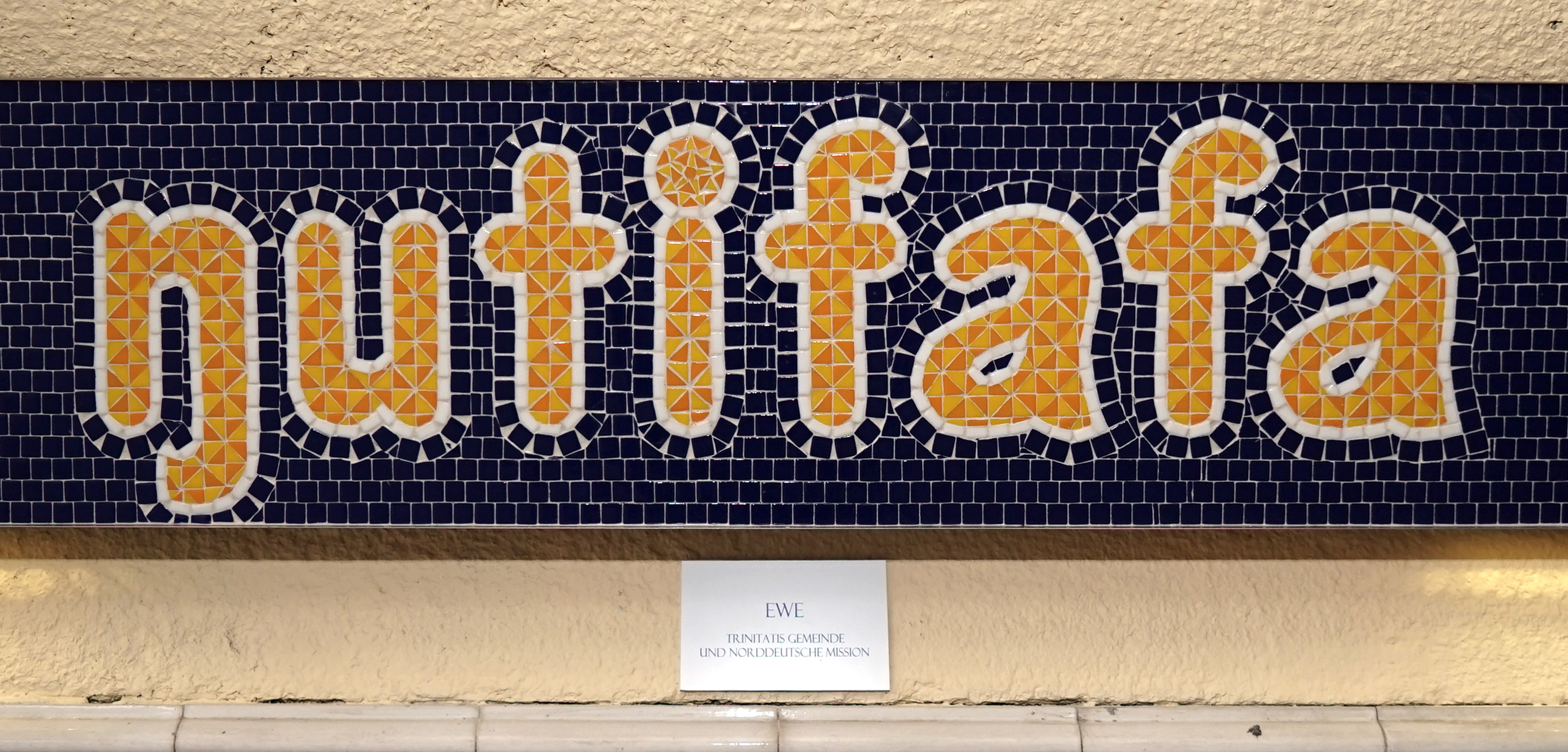
Mosaik „nutifafa“, in Ewe das Wort für „Frieden“. Darunter ein Hinweis auf Sprache und die Spender

Ab 2006/07, nach der Lösung technischer Probleme, begann die Realisierung der Maßnahmen mit dem Taube-Schlüssel-Emblem (2008) als Wahrzeichen, dem Garten der Religionen und dem Betonrelief (2009) mit den Friedensbäumen Eiche und Palme (2010/11), dem Lebensbaum-Lotus-Mosaik (2012), dem Großdruckbanner Frieden fängt klein an, dem 100 Meter langen Friedensmosaik in 135 Sprachen mit dem Wort Frieden (2014/15) sowie 82 Texttafeln mit Friedens- und Weisheitstexten der unterschiedlichen Religionen und Kulturen (2015). Die Projekte und ihre Unterhaltung wurden und werden finanziert durch Förderer, Firmen und Kunstpatenschaften.
Im September 2015 wurden die Projekte eingeweiht und der Rembertitunnel in Friedenstunnel umbenannt. Für das Projekt waren bis zur Einweihung 110. 000 Euro gespendet worden.

## Verein und Projekt
Der 2001 gegründete Verein Friedenstunnel – Bremen setzt ein Zeichen organisierte verschiedene Veranstaltungen mit der Thematik Frieden als zentrales Anliegen, Friedenstunnel als öffentliches Zeichen für ein friedliches Miteinander unterschiedlicher Kulturen und Religionen und für die Weltoffenheit der Freien Hansestadt Bremen.
Folgende Gemeinschaften aus Bremen sind (2015) beim Projekt aktiv beteiligt: Alevitische Vertretung, Bahá’í-Gemeinde, Bremische Evangelische Kirche, Deutsch-Indische Hindugesellschaft, Islamische Föderation, Katholische Kirche, Raja Yoga Center Brahma Kumaris, Soka Gakkai International – Deutschland und der Zen-Kreis Bremen. 

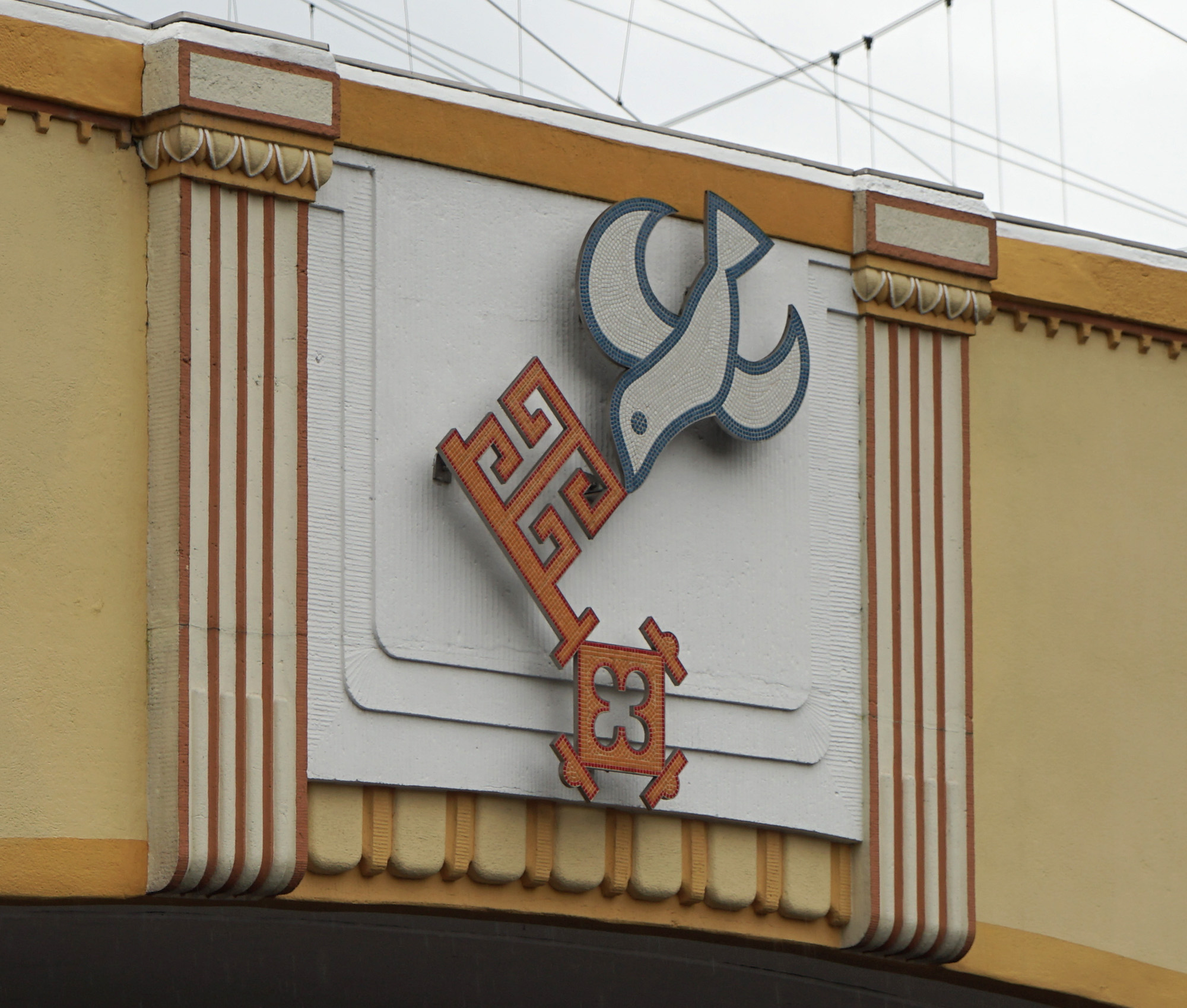
Schlüssel und Taube
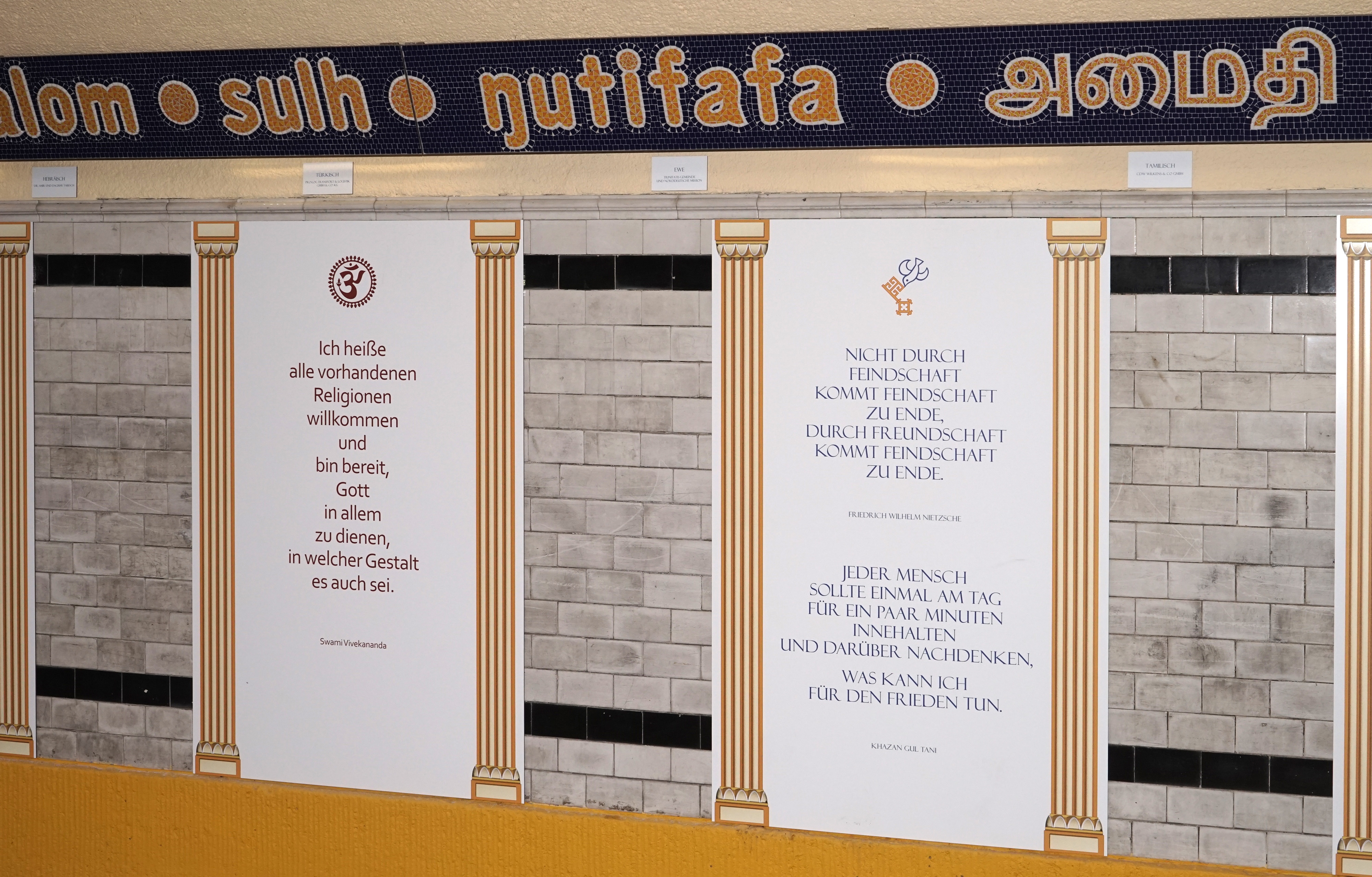
Zwei Tafeln
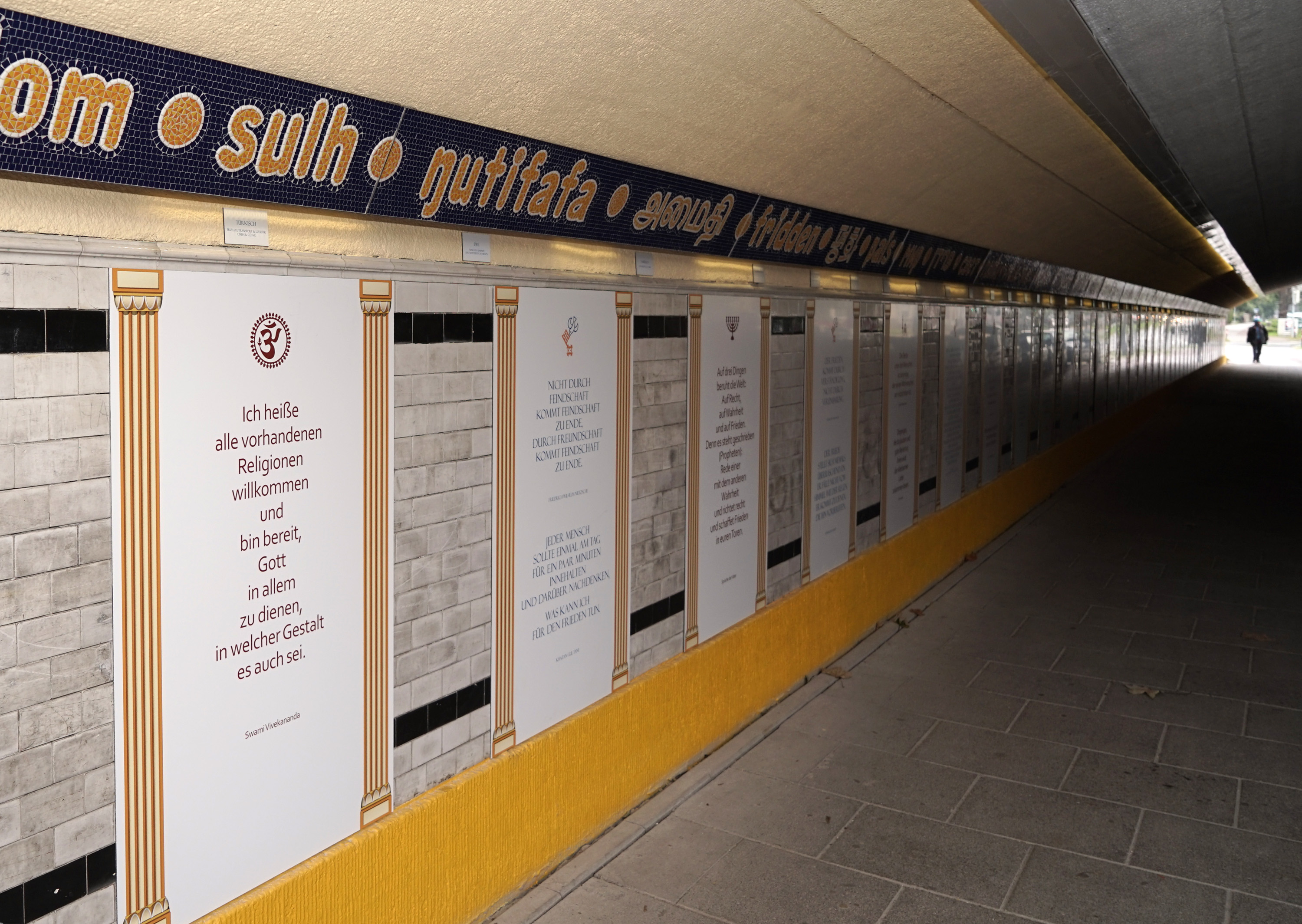
Westseite
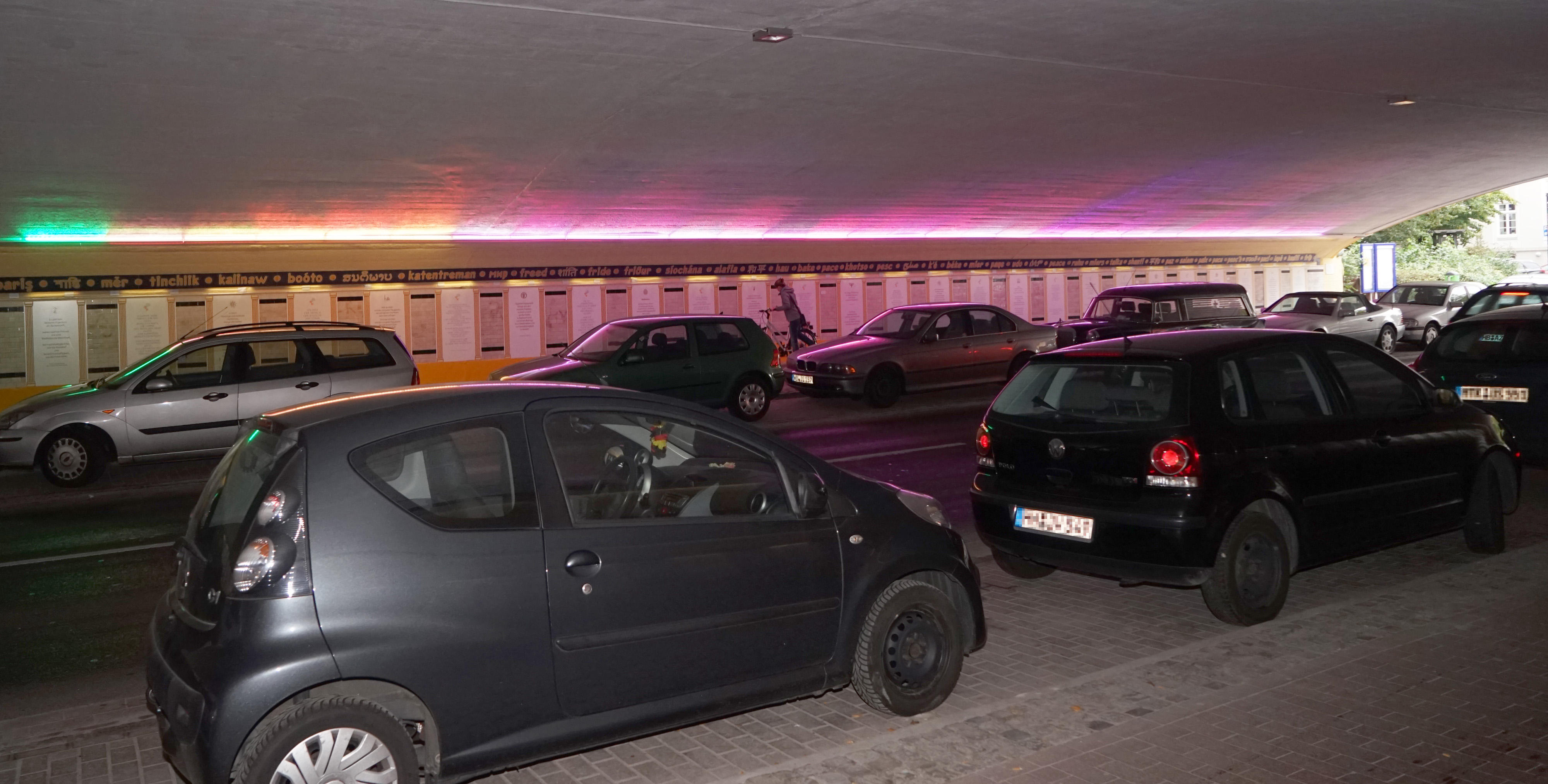
Lichttest